# Campeonato Europeo de Ciclismo en Ruta de 2025
El X Campeonato Europeo de Ciclismo en Ruta se realizará del 1 al 5 de octubre de 2025 en Auvernia-Ródano-Alpes (Francia), bajo la organización de la Unión Europea de Ciclismo (UEC) y la Unión Ciclista de Francia.
El campeonato constará de carreras en las especialidades de contrarreloj y de ruta, en las divisiones élite masculino, élite femenino, femenino sub-23 y masculino sub-23; además se disputará una contrarreloj por relevos mixtos. En total se otorgarán nueve títulos de campeón europeo en las divisiones élite y sub-23.